# 馬偕
喬治·萊斯里·馬偕（英語：George Leslie Mackay，1844年3月21日—1901年6月2日），漢名偕叡理，外號「黑鬚番」，生於加拿大安大略省，加拿大長老會差會牧師，雖然不是醫師但學過解剖學與生理學課程。於19世紀末期至台灣傳教與行醫，與馬雅各齊名。在臺灣，一般人皆稱為「馬偕博士」或「馬偕牧師」。馬偕的一生被以「寧願燒盡，不願鏽壞」（Rather burn out, than rust out）讚賞，林昌華認為他的座右銘為"All for Christ."。

## 早年
馬偕的家族原是蘇格蘭高地（Scottish Highlands）薩瑟蘭（Sutherland）的佃農，因英國工業革命引發的圈地運動，產生蘇格蘭高地清洗，馬偕的家族人士陸續逃到加拿大，馬偕的父母於1830年移居。
1844年3月21日，馬偕（Rev. George Leslie MacKay. D.D.）生於加拿大安大略省牛津郡（Oxford）佐拉村（Zorra），他有三個哥哥兩個姊姊，家中排行老么。馬偕的父親喬治（George MacKay，1799-1884）曾是佐拉村「老木造教堂」（Old log Church）長老教會的長老，母親是Helen（1801-1885）。「老木造教堂」是由蘇格蘭高地Sutherland, Ross, Inverness等郡（Shire）的移民於1832年建造的，首任牧師是來自蘇格蘭的馬堅志（Rev. Donald Mckenzie, 1798-1884）。當地的神學是「嚴格又古老的加爾文主義」（Stern old Calvinism）：敬畏上帝，教導子女讀聖經、信奉主，聽從自己良心的聲音，遵守安息日且喜愛之，也敬愛傳道者。
馬偕出生於1844年，適逢加拿大長老教會大分裂之年，馬堅志成為佐拉的教育長（Superintendent of Education），他鼓勵村民去考教師執照，在鄉村任教，其薪津由政府支出。馬堅志總共引導38名青年走上傳教之路，其中包括赴台灣的馬偕。
1850年，馬偕7歲時進入胡士托（Woodstock）小學，1855年（11歲）小學畢業，進入多倫多師範學校，1858年（14歲）師範學校畢業。1859年（15歲）起，擔任Maplewood小學及Maitland小學教員達五、六年。1866年9月，馬偕21歲進入加拿大多倫多大學諾士神學院深造。1867年9月，轉入美國普林斯頓神學院（Princeton Theological Seminary），1870年4月26日普林斯頓神學院畢業，是夜由美起程返加拿大。
1870年8月，馬偕受派於多倫多New Market教會牧會，9月19日向加拿大長老會海外宣道會提出申請，自願為海外宣教師，當時雖然加拿大長老會已經成立海外宣道會數年，但一切工作都仍停滯於籌備階段，未曾處理過像馬偕這樣的申請；有許多人認為馬偕是一位急躁的青年，對他的態度冷淡，沒有即刻批准。馬偕在等待中，11月前往英國愛丁堡大學神學院深造，受教於大佈道家達福(達夫) 博士等人門下。
1871年4月14日，馬偕接到了加拿大長老教會海外宣道會主席（Rev. Professor William MacLaren, D.D.）的信，謂其申請已獲批准，將他的申請呈報總會，6月中旬，加拿大長老教會總會於魁北克召開，議決派遣他至中國宣教，於是他束裝返回加拿大。1871年9月19日，加拿大長老教會總會委託多倫多中會於多倫多教會封立馬偕為牧師。馬偕對中國相當陌生，他蒐羅購買書店陳列的中國相關書籍，而相當受到注目的自然學者華勒士在馬來群島的回憶錄和相關叢書也是他極有興趣的主題 -「大陸邊緣的島嶼動植物，是否因地理的阻隔而發展出不同的物種？」這個問題一直在他的心中。

## 馬偕來臺初期（1871年12月29日-1880年12月31日）

### 前往臺灣淡水
1871年10月19日，他從胡士托搭火車前往美國舊金山，10月27日抵達,11月1日，由舊金山搭乘「S‧S美利堅號」橫越太平洋，經日本前往中國。在船上認識好幾位於中國服事的宣教師，其中一位美國長老教會派駐上海美華書店的宣教師大衛送馬偕一個漢字部首表。
1871年12月5日，經日本橫濱抵香港，巡視廣東、汕頭及廈門。隔日，馬偕在兩位英國長老教會的代表陪同下，搭乘汽船溯河進入廣東英國長老教會地點，會議成員建議馬偕前往汕頭，但汕頭當時已經有平信徒史密斯先生（Mr. Smith）負責佈道。經過一段時間的考察，馬偕決定到淡水宣教。
1871年12月29日，馬偕抵達台灣打狗（高雄），當時打狗旗後醫館由萬巴德醫生（Dr. Patrick Manson）的弟弟萬大衛醫生（Dr. David Manson）接管。當時台南二老口街（現今啟聰學校博愛堂附近）的醫館由德馬太醫生（Dr. Matthew Dickson）負責，馬雅各醫生已於1871年11月離開臺灣返回英國。馬偕日記述：「…門遜醫生（Dr. Manson）接我上岸，他待人慷慨又親切」，指的就是萬大衛醫生。
1872年1月1日，馬偕由打狗（高雄）至阿里港（屏東縣里港鄉）拜會李庥牧師（Rev. Hugh Ritchie,1840—1879），擔任賓客住了2個月，3月7日李庥牧師陪同馬偕由打狗搭乘「海龍號」輪船，前往台灣北部，途經台南府時，德馬太醫生（Dr. Matthew Dickson）加入他們的行列。
1872年3月9日下午3時，馬偕一行3人在滬尾（新北淡水）登岸。
3月11日，馬偕、李庥牧師及德馬太醫生（Dr. Mathew Dickson，1844—1921）欲由陸路步行南下，到南部教區最北的佈道站—台中大社視察，（當時台灣以大甲溪為界，分南北教區），馬偕欣然陪同前往。4月2日在大社禮拜堂前，馬偕與李庥牧師及德馬太醫生辭別，他們繼續南下，馬偕以一個多月的時間旅行踏查北部教區，4月6日下午4點回到滬尾（新北淡水）。
4月10日（4天之後），北台灣第一所教會淡水教會開設。
4月14日禮拜天，馬偕把過去在李庥牧師處學來的閩南話整理運用，第一次講道，為了要達成宣教的任務，馬偕知道非有流利的本地語言不可，於是他從僕人及牧牛孩童那裡學到通俗的閩南語，終於能夠流利操用。4月19日，馬偕的第一個門徒嚴清華出現了，他原是一個知識青年，他向馬偕提出了一些問題，馬偕送他一本《聖詩》，此後，嚴清華（阿華）經常來聽福音，而且還帶朋友一起來。4月25日一大早，「阿華」面帶笑容，神采奕奕到馬偕家，以學生身分晉見馬偕，並為馬偕代勞打掃房子。因此，北部基督教會把4月25日這一天當作是馬偕在台灣北部正式實施教育，特別是神學教育的頭一天。
1873年2月9日，馬偕親自主持5名信徒的洗禮—嚴清華（1852—1909）、吳寬裕（1843—1920）、王長水、林孽（又名林輝成，1847—1896）、林杯，1月16日舉行聖餐，皆為北部教會第一次的記錄。第一個信徒嚴清華日後成為第一個傳道師，也是北部教會第一個本地籍牧師。
淡水教會開設之後，1873年3月2日，五股坑教會落成，為北台灣第一間禮拜堂。馬偕緊接著在新港社（平埔族，今後龍新港）、和尚洲（今蘆洲）等地傳福音設立教會。
1875年1月29日，加拿大長老會派第一批生力軍華雅各醫生（Rev. J.B. Fraser, M.D.）夫婦抵達台灣，他是內科醫生，由於他們的到來，加拿大長老會撥款蓋了兩棟舒適、寬敞的宣教師宿舍給他們住。可惜，華雅各夫人於1877年10月4日病逝，不久，華雅各醫生帶著兩個女兒回國。

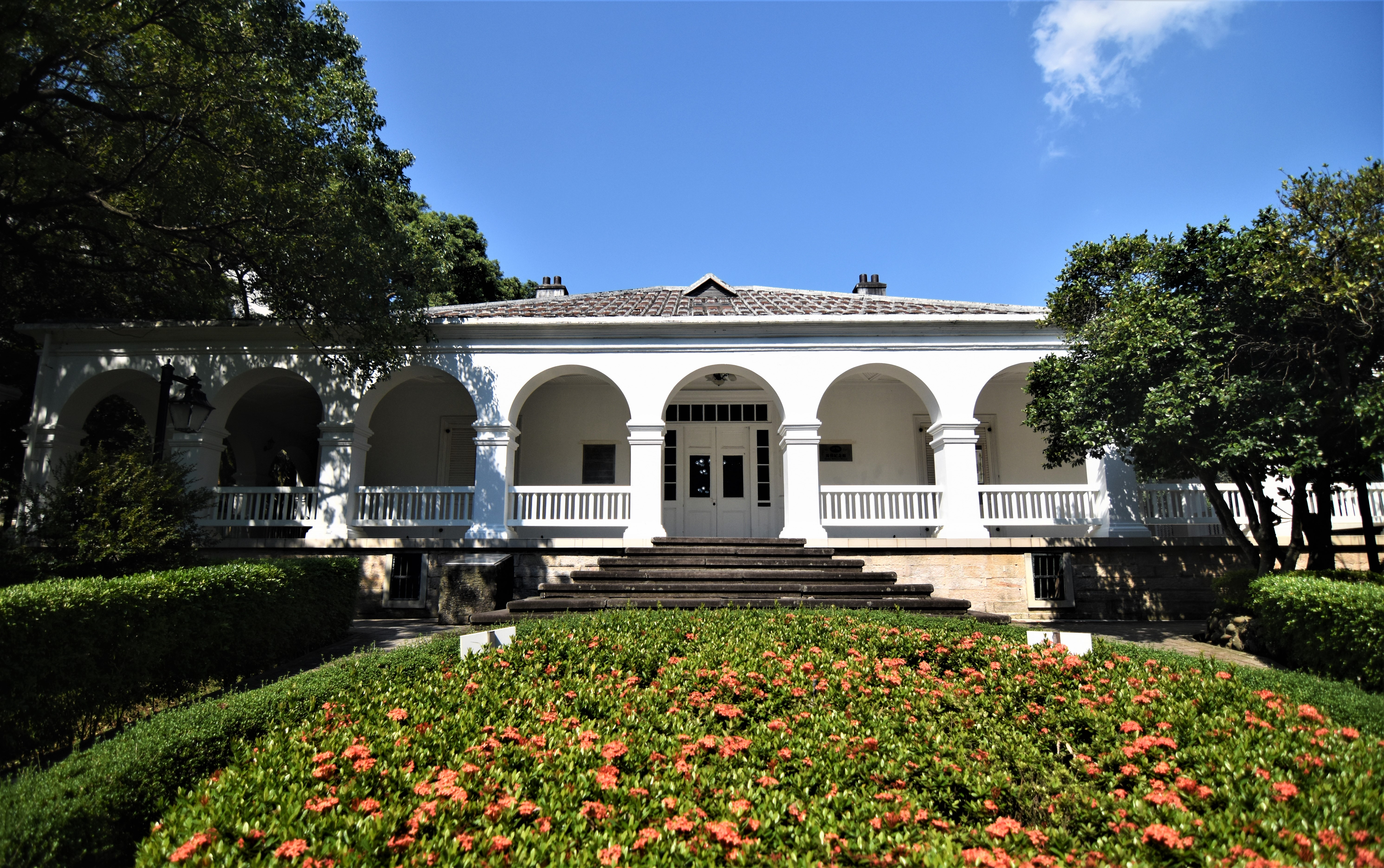
馬偕故居，為馬偕於1879年所建，也是其開拓宣教、醫療與教育的基地。

1878年夏天，加拿大長老會又派了閏虔益牧師（Rev. Kenneth F. Junor）夫婦前來支援馬偕。當馬偕第一次返回加拿大休假（1880年）時，台灣的宣教工作就落在閏牧師和「阿華」的身上了。
到了1878年，加拿大長老教會海外宣道委員會（FMC）已經注意到了馬偕在台灣有可觀的宣教成果，因此寫信要求他寫一篇報告，說明究竟是用什麼好方法。馬偕整理出來如下4點：（1）旅行和配藥：雖然醫院對改變當地人有關醫療或保健上的偏見做了許多貢獻，但我們認為更多的成果是當我們在鄉下一村又一村的旅行當中，挨家挨戶做的醫療工作所達成的成績。（2）旅行和傳道：馬偕通常訪問一個地方許多次，提供一些藥品之後，才開始向當地人傳福音，經常是一街到一街、一戶到一戶、而且是一人到一人地解釋拯救好消息。（3）旅行和訓練年輕人：不論馬偕走到哪裡，總有一些年輕人跟隨著，在旅途中跋涉或在海邊倘佯或在教室裏靜坐的時候，馬偕總利用機會教學生以日常的功課。（4）旅行並在已經建立起來的教堂派已受過訓的幫手去負責，任何地方如果需要進一步的教導，會派一個本地人幫手去接續那個已經有開端的工作。根據馬偕這份報告所提出的4個方法，有一個共同的關鍵字，那就是「旅行」。前7年裡，馬偕住在淡水的時間只有175天。

### 結婚
1878年5月27日，為了使婦女也能受到照顧，馬偕決定娶一台灣女子為妻，馬偕與其相愛的五股坑（今新北市五股區）台灣噶瑪蘭人女子張聰明（1860—1925）結為連理。1879年5月24日，女兒偕媽連（Mary Ellen Mackay，1879—1959）出生於大龍峒。

## 第一次返回加拿大（1880年1月1日-1881年12月底）

### 前往加拿大
1880年1月1日，馬偕與夫人、長女返回加拿大述職。馬偕一家人從經過廈門、泉州、汕頭、香港、新加坡、檳城、加爾各答、孟買，在各地講道、參觀教堂、寺廟及博物館等，並拜訪各地教會及醫師友人；4月7日抵達亞丁；8日進入紅海航行，4月13日到過蘇伊士運河，4月14日到達開羅，參觀金字塔、人面獅身像等；4月21日到5月3日間在約旦、耶路撒冷，參觀聖墓禮拜堂、哭牆、死海、伯大尼、騎驢去伯利恆；9日從亞歷山大港進入地中海，15日至18日間在義大利那不勒斯，參觀龐貝城遺跡、維蘇威火山；18日搭火車去羅馬，參觀競技場、聖彼得大教堂及萬神殿；20日參觀梵蒂岡宮；23日搭火車穿過阿爾卑斯山；24日到達巴黎；26日搭火車去加萊和多佛，橫越多佛海峽；27日搭火車去倫敦，待到31日，除了馬偕的演講、聆聽佈道、拜訪友人等行程之外，也參觀了聖保羅大教堂跟西敏寺大修道院；6月4日到達愛丁堡，馬偕在此作了許多次演講，參觀愛丁堡城堡，還看高地軍團和軍事法庭的審判；6月12日繼續航行，因在高緯度航行，6月20日還在海上看見巨大的冰山。
1880年6月24日早上，馬偕一家人終於抵達加拿大魁北克，25日平安到達安大略省。

### 二女兒出生
1880年9月4日，次女偕以利（Bella Catherine Mackay，1880—1970）出生於加拿大。

### 獲得榮譽神學博士學位
加拿大述職這一年多時間，馬偕在加拿大及美國各地講道、演講、參加聚會，並得到許多募款。馬偕夫人也一同前往各地教會報告，並對婦女們演講，由於她是第一位來訪的台灣女性，引起許多的好奇與關心。1880年，馬偕獲得加拿大皇后學院（今皇后大學）贈與榮譽神學博士學位（Honorary Doctor of Divinity）。

### 演講與募款
當時，馬偕牛津郡的鄉親發起在淡水建立神學院的募捐運動，在1881年他們返台前，親友們在胡士托最大的教堂「中央衛理教會」舉行了一場歡送會，馬偕夫人於會中被邀請上臺致詞，並發表她在加拿大的種種經驗與感想。最後由報社代表，將六千多美元的募捐成果贈送給馬偕。1881年10月21日，馬偕離別加拿大返台，12月29日安抵淡水，展開他在台灣第二階段的宣教工作。

## 馬偕來臺中期（1881年12月底-1893年8月18日）

### 獨子偕叡廉誕生
1882年1月22日，獨子偕叡廉（Dr.George William Mackay）出生於淡水。

### 牛津學堂

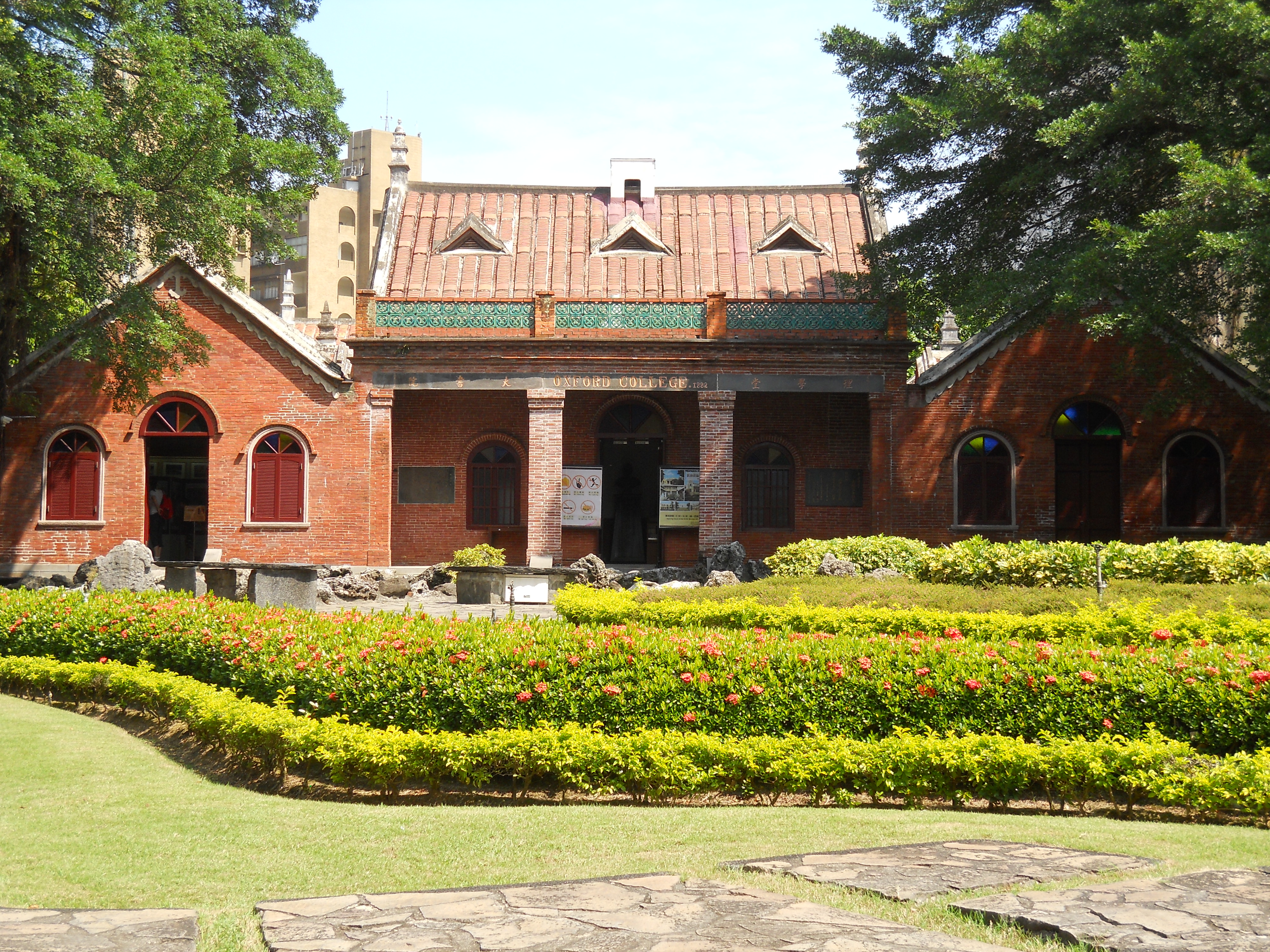
牛津學堂舊址，現座落於真理大學淡水校區。

1882年7月26日，「Oxford College」（牛津學堂）落成，它的正式漢文名稱是「理學堂大書院」。9月15日（禮拜五）首次開學，除了馬偕外，還有陳榮煇、嚴清華兩人向學生們講課，學生共18名。其中，郭希信、陳清和兩人後來成了牧師。
不久（1882年11月9日），閏牧師因健康關係而攜眷回國。1883年3月，加拿大長老會又派了黎約翰牧師（Rev. John Jamieson）夫婦前來補缺。黎約翰牧師夫婦和馬偕共同經歷了清法戰爭法國軍艦封鎖且砲擊台灣的那段烽火歲月（1884年8月－1885年6月）。黎約翰牧師在台期間曾經與馬偕發生摩擦，而鬧得滿城風雨，但是終歸於好。黎牧師於1891年4月23日病逝於淡水，其夫人不久後也返國定居。黎牧師去世後次年，1892年10月22日，加拿大長老會派出第4對生力軍吳威廉牧師（Rev. William Gauld）夫婦抵達淡水來協助馬偕。

### 宜蘭、花蓮宣教
1883年，馬偕前往宜蘭、花蓮等原住民的居住地傳教，1887年成立蘇澳教會。

### 中法戰爭

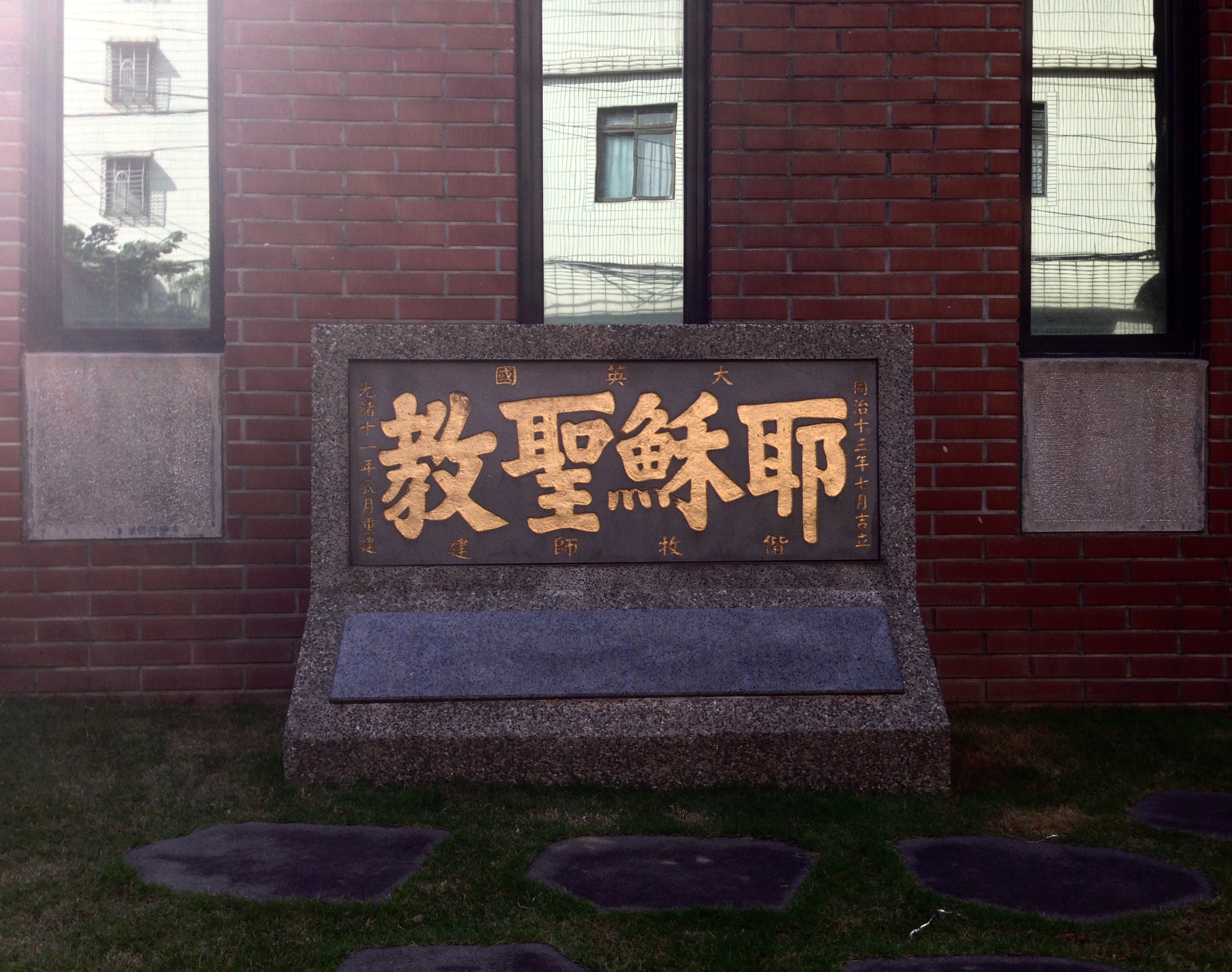
新店長老教會耶穌聖教石碑複製品

1883年到1885年間發生中法戰爭（又稱「清法戰爭」），1884年8月，法國遠東艦隊擊敗清朝福建水師，取得臺灣海峽制海權，10月初，法艦轉而進攻台灣；劉銘傳放棄基隆、退守臺北，10月8日法軍在滬尾（淡水）搶灘登陸時被清軍及臺灣鄉勇擊退，轉而從10月23日起封鎖台灣各港口，直到1885年4月15日解除封鎖。戰爭期間，教會遭到暴徒破壞，7座教會被毀，數十名教徒遇難殉道，馬偕於1885年5月29日入法軍佔領區巡視，途中晉見劉銘傳。
1885年9月28日劉銘傳以墨西哥銀（佛銀）一萬兩賠償，重建7座賠償教堂。教堂由馬偕設計，牆體多用土埆及磚，屋頂用西式桁架，鋪台灣瓦。屋脊兩端皆突出小塔。其中有的在正面中央置高聳的五級尖塔，每級裝飾圖案不同，皆有其象徵意義，例如到東方宣教、東西兩半球、焚而不毀以及燃燒的蠟燭等。7座賠償教堂包括雞籠（今基隆）、和尚洲（今台北蘆洲，1883年建）、八里坌（今台北八里，1884年建）、錫口（今台北松山）、艋舺（今台北萬華，1889年建）、大龍峒（今台北大稻埕原枋隙教會，1885年建）與新店（1884年建）。

## 第二次返回加拿大（1893年8月18日-1895年11月19日）
1893年8月18日，馬偕率全家及門徒柯玖（柯維思）第二度返回加拿大述職，歡送他們的是熱烈的遊行隊伍，樂隊演奏、鳴槍、燃放鞭炮和煙火。8月20日抵達香港停留數日，9月6日登上英國籍汽船「印度女皇號」出發，展開東越太平洋的航程，途經上海、長崎、橫濱等港。船上的乘客有日本人、法國人、美國人，在船上由船長主持做禮拜，船長並安排馬偕一家人參觀船隻引擎，是一趟愉快的航行。不過，9月26日抵達維多利亞港時，馬偕一家卻受到海關官員刁難，禁止登岸，因官員堅持馬偕夫人的華人身分，必須繳付「人頭稅」，所幸得到加拿大太平洋鐵路公司（Canadian Pacific Railway Limited）人員的幫助，宣告她是英國人，擁有完全的權利免費上岸。
1893年10月9日回到加拿大的家之後，馬偕全家在加拿大展開近兩年的生活。馬偕仍然忙碌於四處講道，尤其他在1894年6月13日被推選為總會議長。馬偕此行許多時間忙於寫作，即於1895年9月完成並付印的著作From Far Formosa（《臺灣遙寄》，2007年中文版書名改為《福爾摩沙紀事：馬偕台灣回憶錄》），這是他在臺灣18年間的經歷見聞和研究。此外，馬偕全家也有許多拜訪親友、參加聚會、一起採收作物、一同出遊、釣魚的愉快活動。1895年9月27日，馬偕全家離開胡士托返回臺灣。

## 晚年重返台灣（1895年11月19日-1901年6月2日）
1895年11月19日抵達淡水港，當時台灣已成為日本帝國的屬地。
由於大清帝國在甲午戰爭失敗後，簽署《馬關條約》，將台灣與澎湖割給日本，1895年5月29日，日軍登陸澳底，台灣各地紛紛起事抗日，在此情勢下，各地基督徒再度遭受迫害和損失。馬偕見此情景，謁見時任總督乃木希典，告訴台灣教會受害情形。
1899年3月9日，馬偕的兩位女兒同日出嫁，大女兒偕媽連嫁給陳清義牧師，二女兒偕以利嫁給柯維思（原名柯玖）長老，都成為「台灣媳婦」。

### 逝世

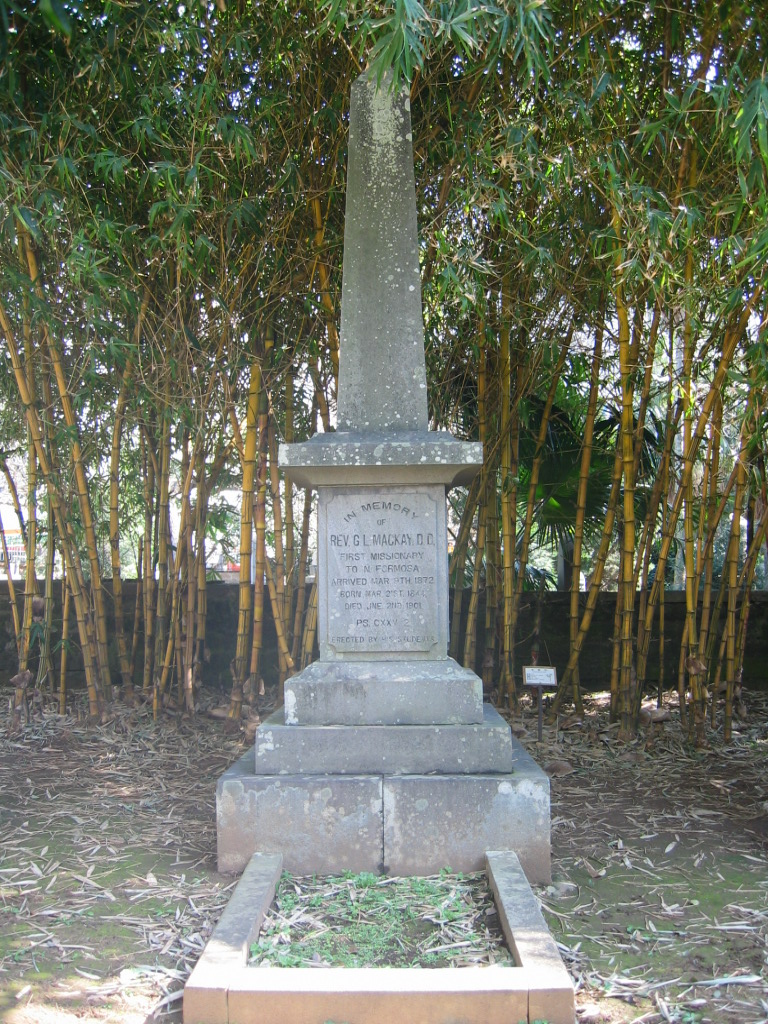
馬偕墓，位於淡江中學內。

噶瑪蘭地區從事最後一次巡視宜蘭的教會，回到淡水，在長期呼喊叫人悔改信主後，他的聲音已經沙啞，在清國河南省宣教的麥克·克魯爾（McClure）醫師，奉加拿大母會之命抵台為馬偕診病，診斷為喉癌。連牛津學堂開學，他都無法教課，後來喉嚨潰爛，吞下去的食物都從喉嚨的洞流出來，他自知上帝召喚的時刻到了，就趁家人和輪流看護的學生不注意，突然跑到學堂大聲敲鐘，把學生召集起來，吃力的上完最後一堂課。
1901年6月2日下午4時，馬偕博士經過年餘喉癌糾纏後，在淡水寓所辭世，享年57歲，骨灰葬於今日淡江中學內。
馬偕逝世後，他的獨子偕叡廉到加拿大念大學，再到美國麻省的克拉克大學取得教育學碩士，1911年與蘿絲仁利小姐（Jean Ross）結婚，婚後回台灣承接馬偕衣缽，繼續投入宣教與教育工作，並且於1914年創辦了淡江中學，在日治時期成為台灣子弟得以受教育之教會。偕叡廉有二兒三女，二個兒子即偕威理與偕約翰都在淡水長大。目前馬偕的後代分別居住在加拿大及台灣。

## 馬偕對台灣的貢獻

### 醫療方面
馬偕在自宅展開免費醫療的工作，教導民眾公共衛生知識，為人拔除蛀牙，贈送瘧疾特效藥，治療腳膿瘡（俗稱臭腳粘），並由歐美等地輸入蔬菜種子如蘿蔔、甘藍菜、蕃茄、敏豆、花椰菜、胡蘿蔔等，介紹給農民種植。馬偕大量傳輸西洋科學知識到臺灣，由立體方式傳播福音，從此歸信的人與日俱增。
馬偕於第一次回加拿大期間，得到加拿大鄉親的資助下，又獲得一位同姓的馬偕夫人捐贈2500美元的幫助，於是1880年馬偕在滬尾（今日新北市淡水區）創建台灣北部第一所西醫醫院－滬尾偕醫館（馬偕紀念醫院的前身），除了可以醫治民眾，也有助於傳教。馬偕紀念醫院台北院區座落於中山北路雙連站旁。
馬偕常常和助手旅行佈道，深入原住民族住的村落，隨時在路邊幫人拔牙，曾在日記上記載他昨天拔了多少牙，今天又拔了多少牙，終其一生，馬偕總共為台灣人拔了超過兩萬一千顆牙。
清法戰爭時，法軍進攻北台灣，驚慌的民眾仇視一切西方人及基督教，於是聚眾拆毀教會、挖掉基石，然而法軍猛烈轟炸淡水的結果，使偕醫館內外都擠滿受傷的士兵，馬偕因盡心盡力的照顧他們，還受到清廷的褒獎。

### 教育方面
1882年7月26日，馬偕創建牛津學堂（Oxford College，漢名為「理學堂大書院」，今真理大學）。二年後的1884年又在牛津學堂東側建立台灣第一所女子學校：淡水女學堂。開啟女子教育之先，1916年淡水女學校改為淡水高等女學校，再改為私立淡水女學校，1956年併入淡江中學。。第一屆即招收34名學生，不但學費全免，還補助交通費、提供吃住與衣著。但當時的漢人受到傳統禮教的約束，世家門閥不希望家中女子拋頭露面；窮苦人家則是重視男孩的教育，不以女孩受教育為要務。結果最捧場的卻是馬偕曾去傳教的宜蘭原住民噶瑪蘭族。

### 探索台灣自然及民俗文化
馬偕在台也蒐藏與鑑別許多文物，他在1893年第二次返回加拿大時，曾購入600件台灣民俗文物，其中三分之二為漢人所有，三分之一為原住民所有；原住民文物中，又以凱達格蘭族佔大多數，這些文物現在存放在加拿大多倫多安大略博物館地下室。

## 其他相關

### 馬偕詩
- 名：最後的住家
- 英文原著：馬偕
- 台語譯者: 林鴻信
- 譜：聖詩430首

我全心所疼惜的台灣啊！
我的青春攏總獻給你。我全心所疼惜的台灣啊！
我一生的歡喜攏在此。
我在雲霧中看見山嶺，從雲中隙孔觀望全地，波瀾大海遙遠的對岸，我意愛在此眺望無息。
我心未可割離的台灣啊！ 
我的人生攏總獻給你。我心未可割離的台灣啊！ 
我一生的快樂攏在此。
盼望我人生的續尾站，在大湧拍岸的響聲中，在竹林搖動的蔭影裡，找到一生最後的住家。

### 馬偕傳記作品
《From Far Formosa》
1895年，馬偕利用第二次攜眷回加拿大述職期間（1893年8月18日-1895年11月19日），寫下他在台灣22年多的宣教回憶錄，經其好友麥唐納（James Alexander MacDonald, 1862/01/22-1923/05/13）編輯成《From Far Formosa》一書，第一版於1895年出版。中文譯本有三：（1）1955年林耀南譯《台灣遙寄》，（2）1960年周學普譯《台灣六記》，（3）2007年林晚生譯《福爾摩沙紀事：馬偕台灣回憶錄》
《福爾摩沙紀事》中的民俗植物，分為森林植物28種，水果和果樹25種，纖維植物9種，豆科植物5種，草本植物11種，球莖植物5種，蔬菜25種，其他植物16種及花28種，供計9項156種，蒐藏品大多典藏在皇家安大略博物館中（部分蒐藏品有含中國南部的文物）。馬偕博士有收藏一些標本，但是都收藏在火柴盒內。相關蒐藏品都帶回加拿大，沒有正式的發表，只有日誌尚留在真理大學。
《馬偕日記》
馬偕日記寫成12本，是從1871年11月1日寫起，一直到1901年2月10日他的病情日益嚴重為止，但不知何故，缺少1883年一整年。馬偕去世後，其日記手稿由他的獨子偕叡廉保存，偕叡廉在世期間，曾將馬偕的日記手稿擇要摘譯為白話字，分訂三冊。陳宏文就讀台灣神學院期間，撰寫「馬偕博士的宣教思想及方法」畢業論文，他把馬偕的日記摘譯再譯為中文，交由台灣教會公報社出版（1972年初版，1996年人光版) 。馬偕日記手稿12本及其兒子偕叡廉白話字摘譯本，現典藏於真理大學「馬偕紀念資料館」。
馬偕次女偕以利（Bella MacKay，1880～1970）的日記，記載自1900年4月父親患感冒起，一直至死、安葬後的1901年6月5日為止，在時間上恰好可以和馬偕日記手稿最後的記錄接軌。
2012年，《馬偕日記》完整中文版首度出版，共三冊，七十多萬字（臺北：玉山社，2012）。該年是馬偕抵台140周年，真理大學於6月更舉辦『馬偕學術研討會』。

### 軼事
馬偕在1883年至宜蘭開拓教會，噶瑪蘭人沒有姓氏，馬偕建議部落的人另取漢人姓氏，當時頭目請漢人老師從百家姓隨意取了十幾個姓氏再加上馬偕的中文姓氏「偕」讓族人抽籤。

### 文化活動
- 歌劇

2002年，文建會委託台灣作曲家金希文及編劇邱瑗創作以台灣在地故事為背景的歌劇，耗時五年籌畫，兩廳院於2008年推出以台／英語演唱的三幕歌劇《福爾摩沙信簡---黑鬚馬偕》。
- 紀錄片

2003年公視《台灣百年人物誌》
- 戲劇

2008年公視《台灣人民的歷史》
- 歌仔戲

2014年國立台灣戲曲學院《大湧來拍岸-台灣子婿‧馬偕》

## 出版書籍
- 《馬偕日記1871-1901（完整版）全三冊》，作者： 偕叡理，原文作者： Rev.George Leslie MacKay，譯者： 王榮昌、王鏡玲、何畫瑰、林昌華、陳志榮、劉亞蘭，出版社：玉山社，出版日期：2012/03/03，ISBN 9789862940228。
- 馬偕《中西字典》新編與論述（Studies on Maky's Ditctionary of the Formosan Vernacular and Discourse）,作者： 偕叡理，原文作者： Rev.George Leslie MacKay，主編：張屏生、蕭藤村、呂茗芬，出版社：國立中山大學，出版日期：2015/05，ISBN 9789579014649。

## 关联机构
- 台灣基督長老教會
- 馬偕紀念醫院
- 牛津學堂
- 馬偕醫學院
- 馬偕醫護管理專科學校
- 台灣神學院
- 新北市私立淡江高級中學
- 真理大學
- 純德女中

## 外部連結
- 维基共享资源上的相關多媒體資源：馬偕
- 數位典藏─馬偕夫人：張聰明 （页面存档备份，存于）
- 馬偕生平
- 理學堂大書院 - 牛津學堂Oxford College的Facebook專頁
- 馬偕紀念館Mackay Memorial Museum的Facebook專頁
- 臺灣史檔案資源系統 - 馬偕文書 （页面存档备份，存于）
- 馬偕藝術銅像 - 新北市觀光旅遊網 （页面存档备份，存于）
- 馬偕租屋處 - 新北市觀光旅遊網 （页面存档备份，存于）
- 滬尾馬偕醫館 - 新北市觀光旅遊網 （页面存档备份，存于）
- 馬偕墓園 - 新北市觀光旅遊網 （页面存档备份，存于）
- 馬偕墓 - 文化部文化資產局 （页面存档备份，存于）